# Oracle Spatial and Graph
Oracle Spatial and Graph (bis 2012 Oracle Spatial) war bis 5. Dezember 2019 eine separat lizenzierte Komponente der Oracle-Datenbank und ist seitdem ein Basisbestandteil der Versionen SE2 und EE.
Die Erweiterung dient der Speicherung und Verwaltung von Geoinformationen. Über die Speicherung von Geokoordinaten hinaus unterstützt Oracle Spatial and Graph die Repräsentation von Graphen zur Analyse etwa von Transportnetzwerken oder sozialen Netzwerken. Es kann zur Entwicklung von Routenplanungs-Software eingesetzt werden. Besondere Zielbranchen sind somit Unternehmen in der Raumnutzung, Ver- und Entsorgung, in Transport, Logistik, Direktmarketing und innere Sicherheit/Verteidigung.